# Wild Target
Wild Target är en brittisk-fransk film från 2010. Den regisserades av Jonathan Lynn och är baserad på filmen Cible émouvante från 1993.

## Handling
En yrkesmördares rutin störs när han förälskar sig i det tilltänkta offret.

## Om filmen
Filmen är inspelad på Isle of Man, i London samt i Pinewood Studios i Iver Heath. Den hade premiär vid Beaune Film Festival den 8 april 2010.

## Rollista (urval)
- Bill Nighy – Victor Maynard
- Emily Blunt – Rose
- Rupert Grint – Tony
- Rupert Everett – Ferguson
- Eileen Atkins – Louisa Maynard
- Martin Freeman – Hector Dixon
- Gregor Fisher – Mike
- Geoff Bell – Fabian
- Rory Kinnear – Gerry Bailey

### Webbkällor
- Wild Target på Internet Movie Database (engelska)